# Branislav Skembarević

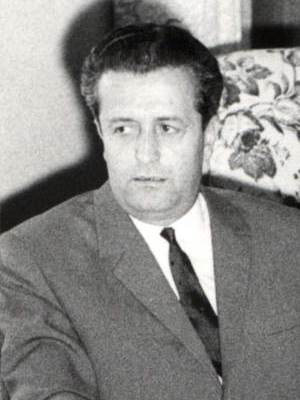
Branislav Skembarević

Branislav Skembarević (1920 - 2003) was een Joegoslavisch politicus van de partij Liga van Communisten van Kosovo (Savez Komunista Kosovo (i Metohija) (SKK)), de toen enige politieke partij van Kosovo.
Van mei 1985 tot mei 1986 was hij president van het presidentschap in de Socialistische Autonome Provincie Kosovo, de naam van Kosovo tussen 1974 tot 1990 als onderdeel van de republiek Servië in de federatie Joegoslavië.
Zijn voorganger was Shefqet Nebih Gashi en zijn opvolger Bajram Selani.